# Шарошпатак

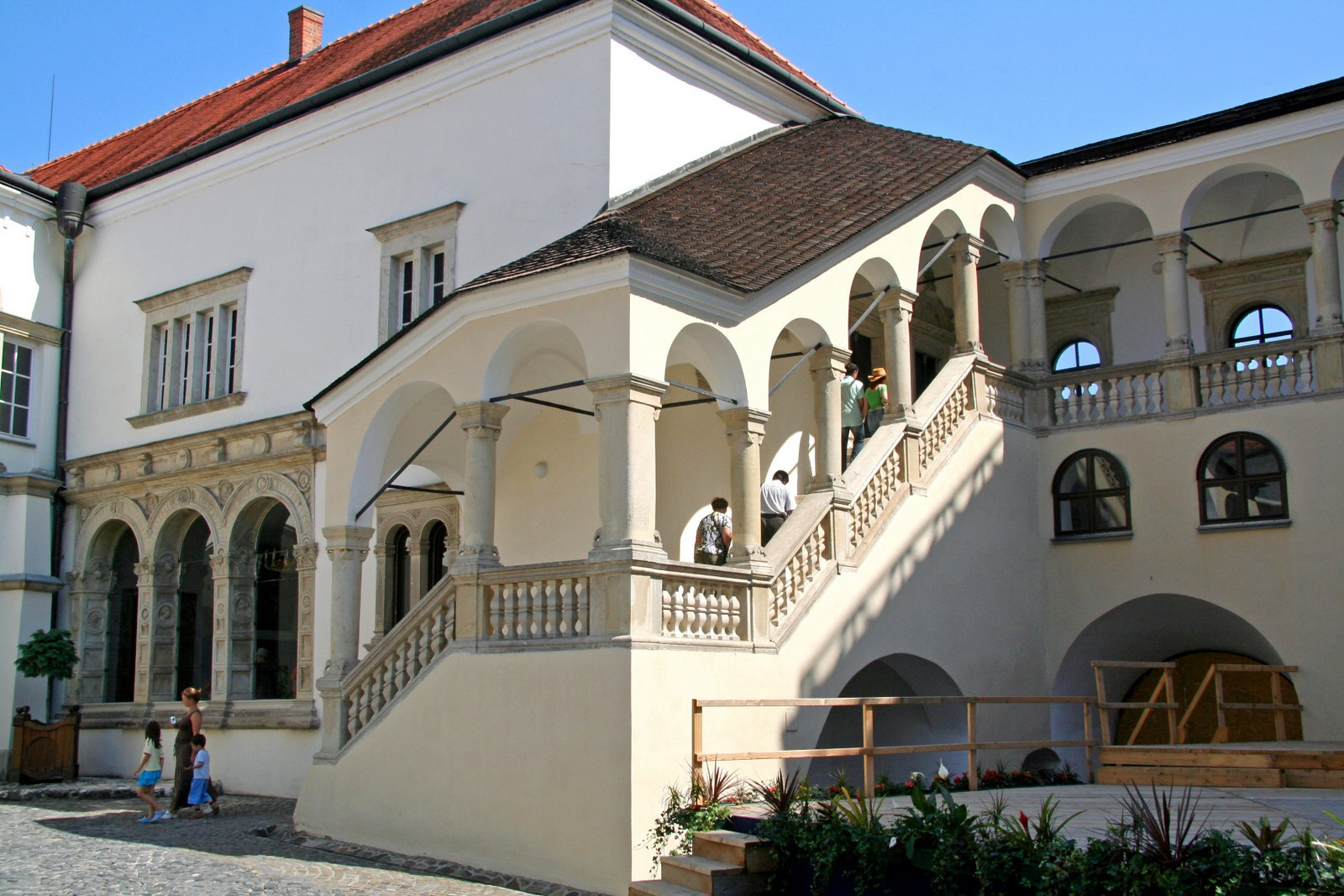
Одна з частин внутрішнього двору замку Шарошпоток

Шарошпоток або Болотний Потік (угор. Sárospatak, чеськ. і словац. Blatný Potok, Šarišský Potok) — місто на північному сході Угорщини, в медьє Боршод-Абауй-Земплен в 70 кілометрах від столиці медьє — міста Мішкольца. В Шарошпотоку проживало 13 357 жителів за даними 2009 року.
Місто має багату історію і є важливим культурним центром в північній частині країни. Шарошпоток відомий своїм замком, зображеним на купюрі номіналом 500 форинтів. Оскільки місто зберегло старе середньовічне ядро, воно є сьогодні важливим центром туризму в Угорщині.

## Історія
Місцевість на якій знаходиться тепер місто була заселена з давніх часів. Шарошпотоку був наданий статус міста 1201 року королем Еммеріхом. В середні віки він був важливим місцем завдяки своїй близькості до важливого торгового шляху, що веде до Польщі. Його замок, побудований Ендрю II, традиційно визначений як місце народження його дочки Святої Ельжбети.
Шарошпоток був зведений в сан вільного королівського міста за короля Сигізмунда. У 1460 році, під час правління короля Матьяша місто отримало право на проведення ярмарків. У 1575 році чума вбили багатьох жителів.
Реформація почала поширюватися в Угорщині з цієї області. Перший протестантський коледж, один з найважливіших коледжів Угорщини в той час, був заснований в Шарошпотоку в 1531 році. В 1650 році Жужанна Лорантффі, вдова Юрія Ракоці князя Трансільванії запросила відомого чеського педагога Яна Коменського до Шарошпотока. Коменський жив там до 1654 року, як професор коледжу, і він написав там деякі з його найважливіших робіт. Коледж (з 2000 року факультет університету міста Мішкольц) тепер носить його ім'я.
Власники замку Шарошпоток включали багато важливих осіб в угорській історії. В 16 столітті він належав родині Добо. Балінт Балашші, найголовніший угорський поет цього століття одружився з Крістіною Добо в цьому замку; наречена була дочкою Іштвана Добо, який захищав замок Еґер проти турків-османів. Пізніше замок належав Ракоці сім'ї. Жителі міста взяли активну участь у революції проти Габсбургів на чолі з Ференцом II Ракоці.

## Відомі мешканці
- Ласло IV Кун
- Ян Амос Коменський
- Ференц II Ракоці
- Ілона Зріні
- Лайош Кошут

### Уродженці
- Фінкей Йожеф (1889—1941) — угорський гірничий інженер.
- Ракоці Дєрдь II (1621—1660) — Великий князь Семигородський.
- Єлизавета Угорська (1207—1231) — християнська свята, принцеса угорська, донька короля Андрія ІІ, дружина Людвіга Тюринзького.

## Міста-побратими
- Україна, Ужгород
- Польща, Коросно
- Туреччина, Текірдаг
- Німеччина, Зост
- Фінляндія, Нокіа
- Італія, Колленьо

## Зовнішні посилання
- Офіційний сайт [Архівовано 21 серпня 2020 у Wayback Machine.]
- Готелі Шарошпотока [Архівовано 2 вересня 2015 у Wayback Machine.]